# Calopteryx splendens
Calopteryx splendens és una espècie d'odonat zigòpter de la família Calopterygidae. És trobat sovint al llarg de corrents i rius que flueixen lents. És una espècie que es distribueix des de la costa atlàntica fins a l'est del llac Baikal i el nord-oest de la Xina.
Aquesta espècie no és present a Catalunya.

## Identificació
Aquesta damisel·la té una longitud total de fins a 48 mil·límetres.
El mascle té les ales amb una franja verda blavosa lluent. La femella les té verdes translúcides.

## Ous i larves

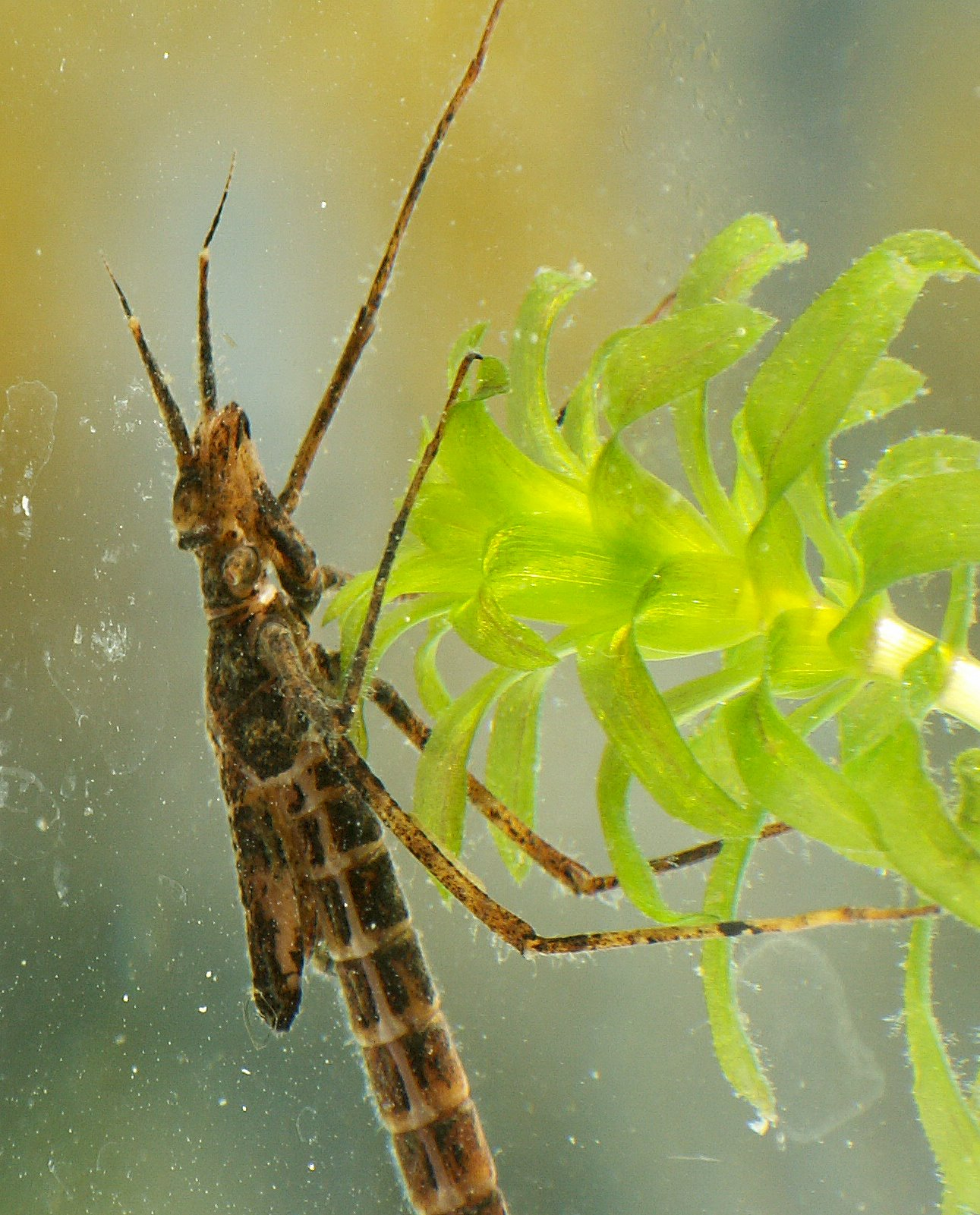
Larva de C. splendens

Les femelles poden posar fins a 10 ous per minut durant 45 minuts. Els posen en una ampla varietat de plantes emergents o flotants, de vegades fins i tot submergint-se per fer-ho.
Les larves es desclouen després de 14 dies. Les larves tenen cames molt llargues i el cos allargat. Es desenvolupen normalment durant dos anys. Toleren l'aigua fangosa i durant l'hivern s'enterren dins el fang. Quan estan a punt de fer-se adultes, ascendeixen cap amunt i deixen la closca larval (exúvia) enganxada a la vegetació que envolta l'aigua.

## Hàbitat i comportament
Aquestes libèl·lules s'observen des de la meitat de la primavera fins al començament de l'estiu.
Els mascles són normalment territorials. Atrauen les femelles obrint les seves ales i fent una dansa aèria.
Després de l'aparellament la femella diposita uns 300 ous en tiges i fulles de plantes aquàtiques.
Prefereixen aigües assolellades amb ribes on creixin joncs i canyes, en rius i cursos d'aigua amples i de poca velocitat.

## Galeria

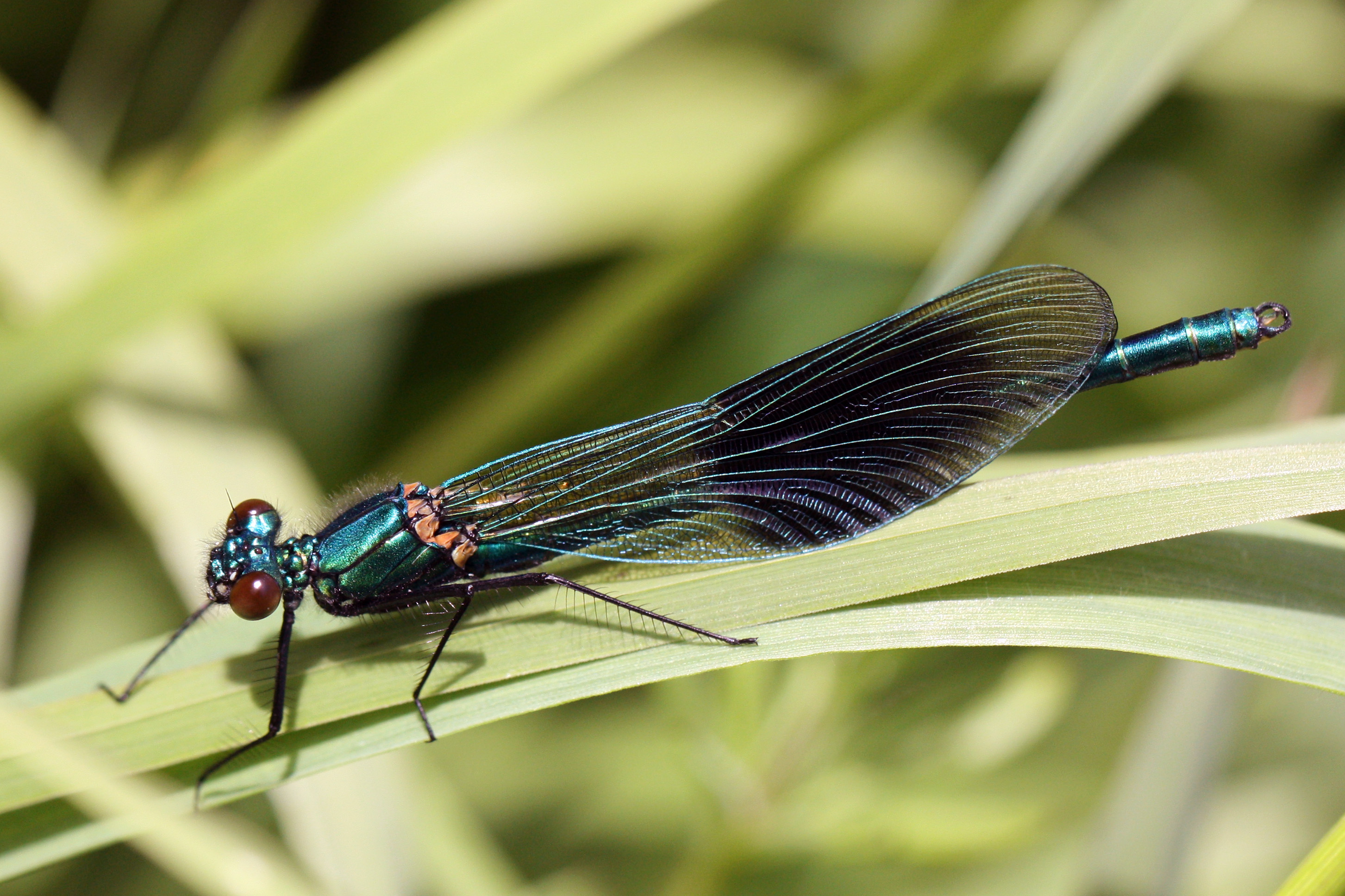
Mascle juvenil
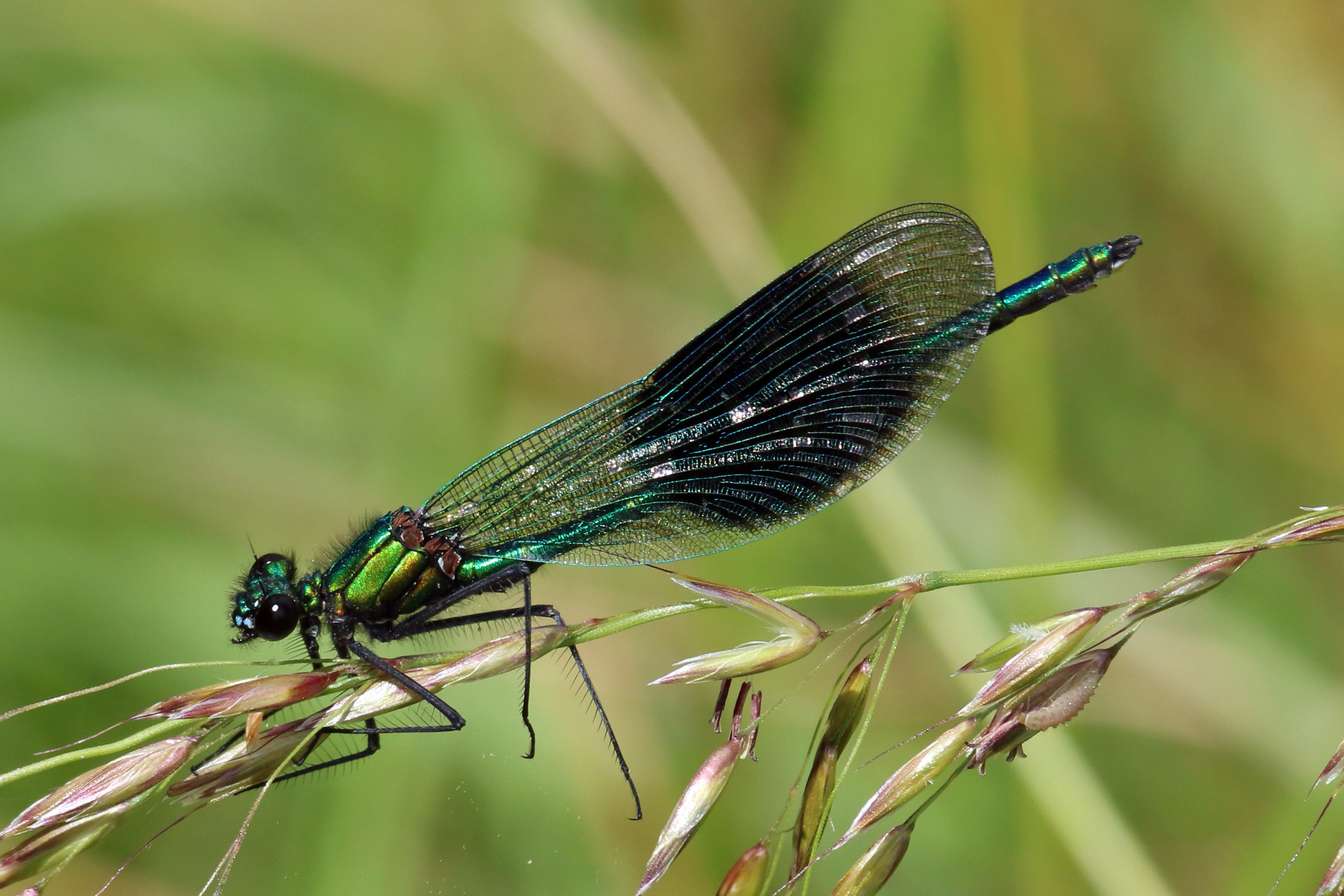
Mascle adult
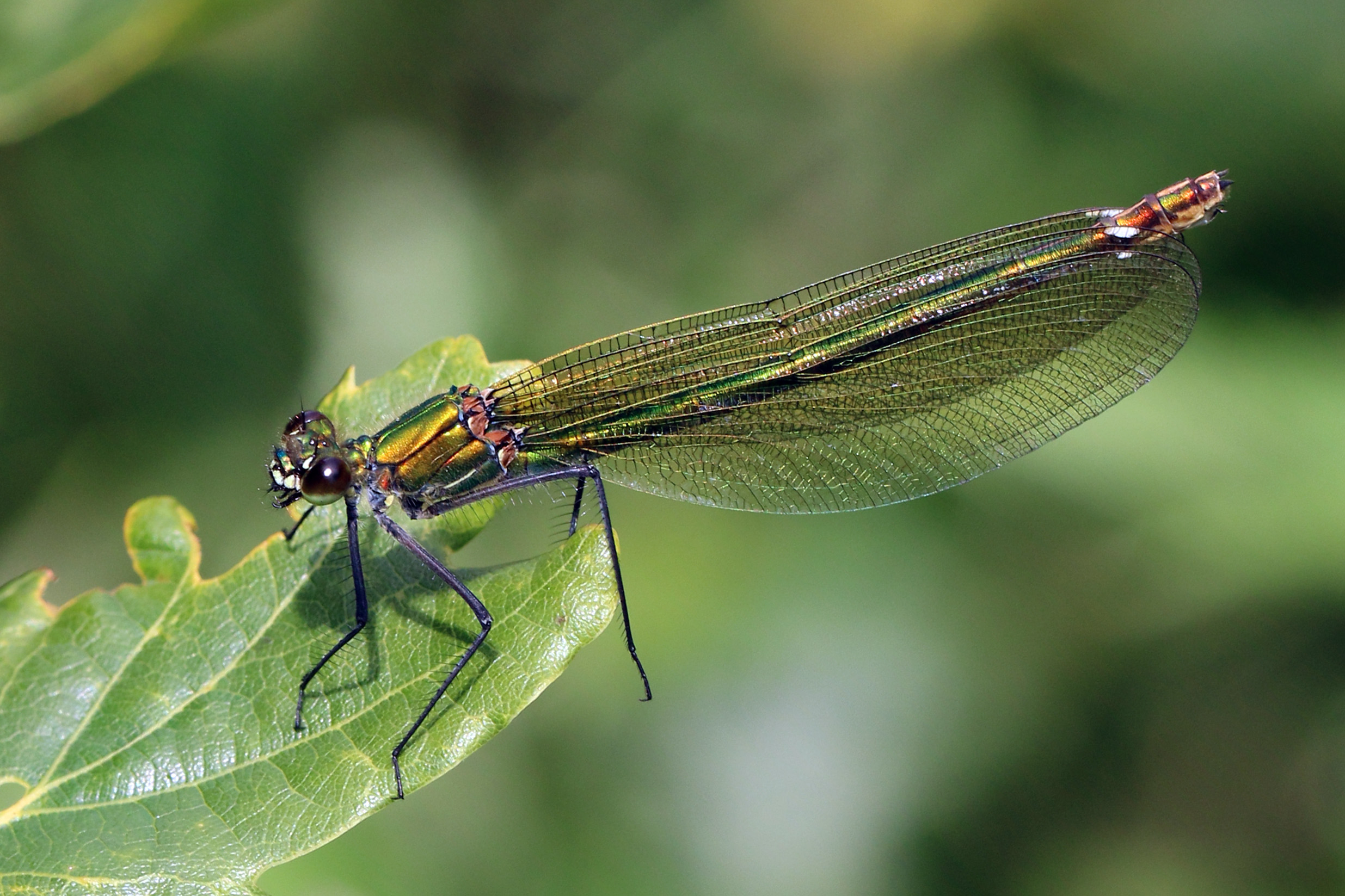
Femella
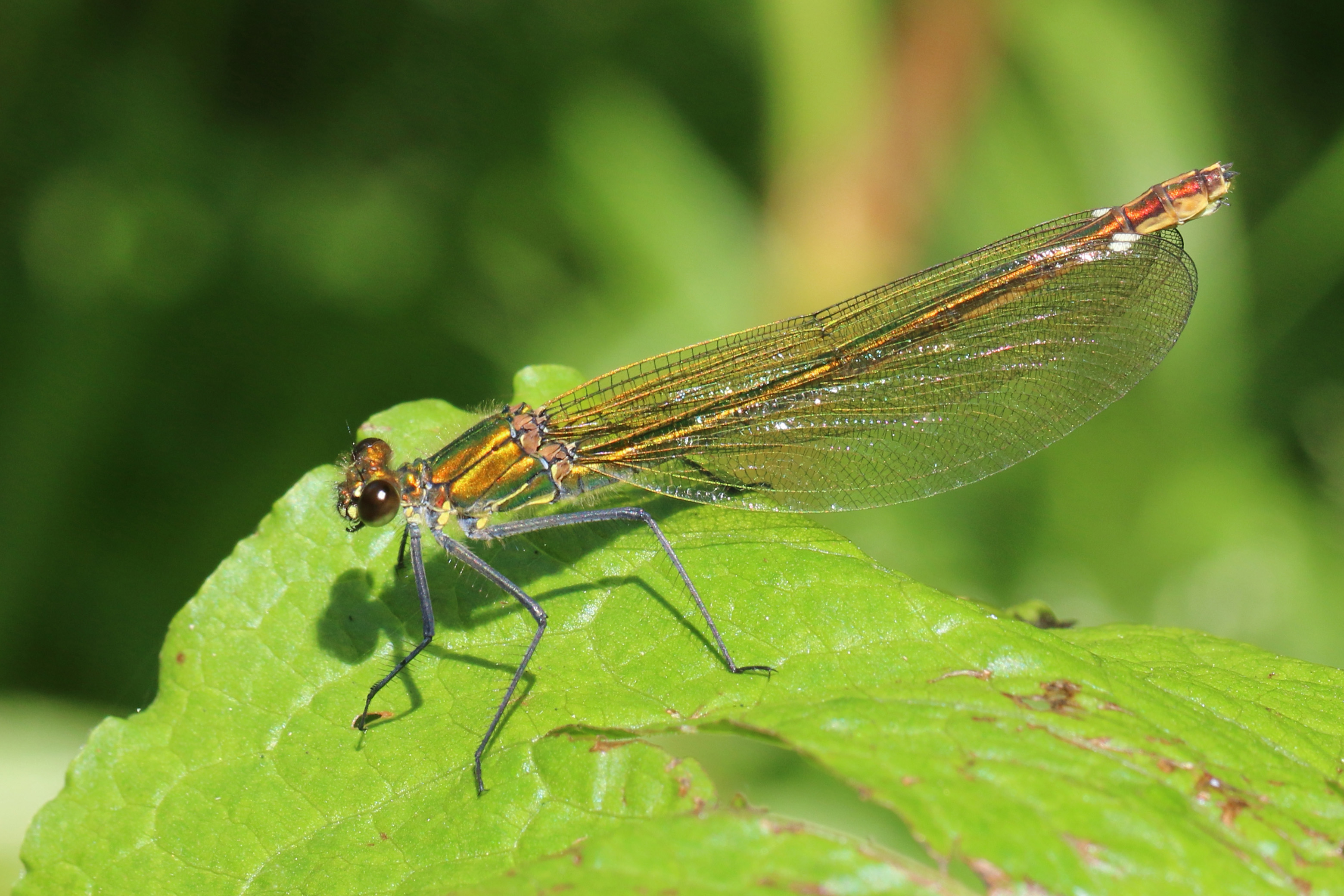
Femella
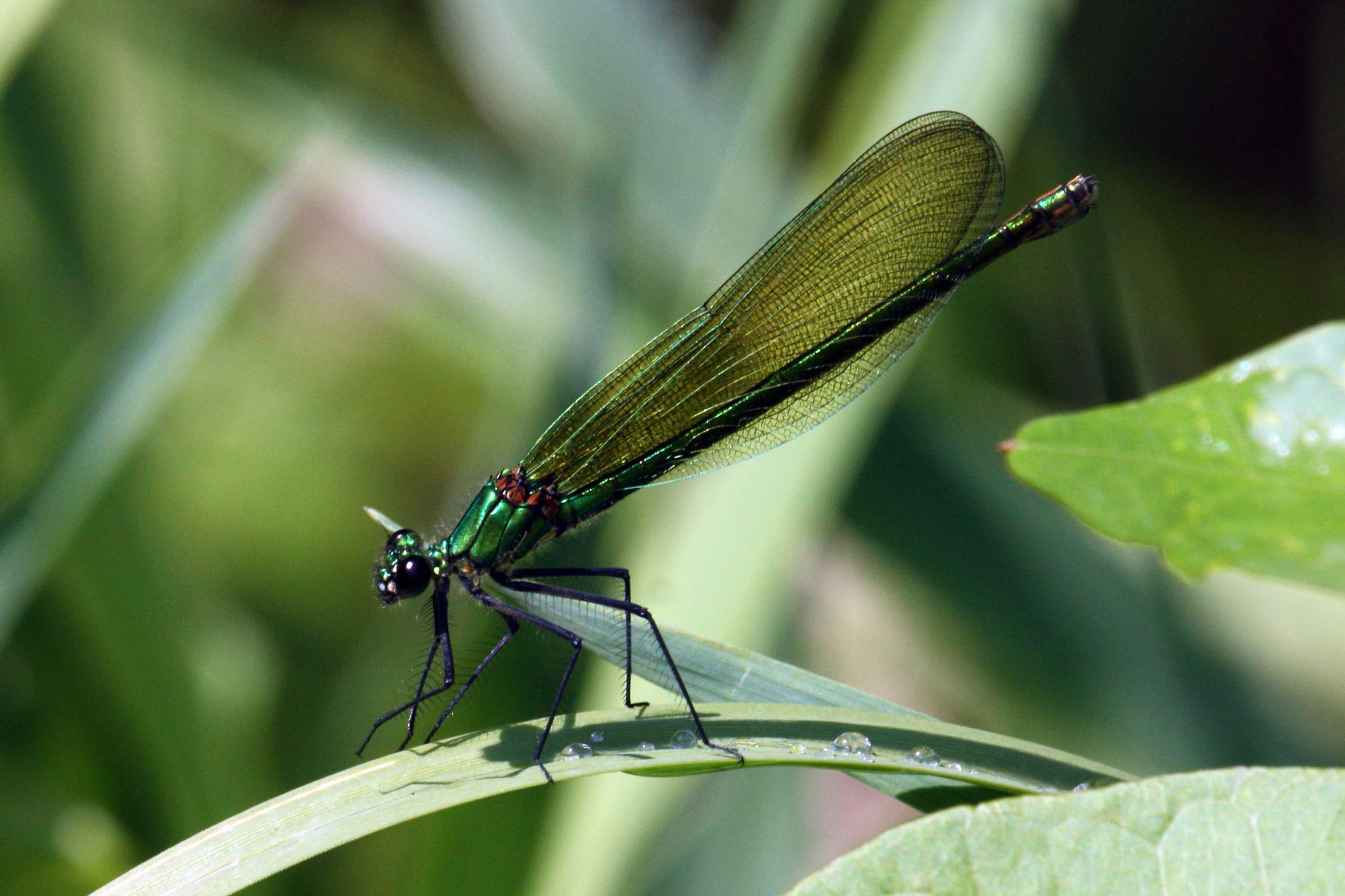
Femella sense pterostigma.